# Marina Romero
Marina Romero Serrano (Madrid, 5 de febrero de 1908 - ibidem, 2001), conocida como Marina Romero, fue una escritora, poeta y ensayista española del siglo XX. Desarrolló su carrera profesional en España y Estados Unidos. Forma parte de las escritoras de la Generación del 27. Fue presidenta de honor de la Liga Española Pro-Derechos Humanos, se le concedió la Medalla de Honor de la Universidad Complutense de Madrid y recibió el premio del Instituto Nacional del Libro español (INLE).

## Trayectoria
Nació en Madrid el 5 de febrero de 1908. Su madre murió en el parto y su padre había muerto unos días antes de tifus. Eran burgueses acomodados y de ideas progresistas por lo que su padrino fue el doctor Luis Simarro.
Realizó sus estudios primarios en el Instituto Internacional  y a los diez años ingresó en el Instituto-Escuela, ambos centros situados en Madrid. Concluyó sus estudios en la Sección de Ciencias en 1926. Obtuvo el título de maestra en la Escuela Normal de Magisterio de Guadalajara en 1929. Residió y participó en las actividades de la Residencia de Señoritas, como consta en los anales de la Residencia sobre las actividades hechas, con la lectura de sus poemas en junio de 1932.
En 1934 ganó una beca para ampliar estudios en Estados Unidos, en el Smith College de Northampton (Massachusetts). En 1935 la Asociación de Alumnas de la Residencia de Señoritas editó su libro Poemas A, ilustrado por la residente Delhy Tejero. Un artículo dedicado al libro apareció en la revista Noreste, en el número 11 del verano de 1935. Ese mismo año le fue concedida una nueva beca para el Mills College de Oakland (California) donde obtuvo el grado de Master of Arts. Ante la Guerra Civil ya no regresó a España y en 1938 comenzó a ejercer como profesora de Lengua y Literatura española en la Universidad de Rutgers (Nueva Jersey). También fue directora de la Casa Española en el Douglas College.
Mientras tanto en España, en 1940, tras un expediente de depuración, fue sancionada con la separación definitiva del escalafón y pérdida de todos sus derechos. Establecida en EE. UU. publicó en México Nostalgia del mañana, en la Editorial Rueca dirigida por escritoras mexicanas y poetas como Concha Méndez y Ernestina de Champourcin. Fueron incluidos poemas suyos en la antología de Poetas Libres de la España peregrina en América en 1947, libro prologado por Rafael Alberti. Aunque vivía en EE. UU. publicó en España a partir de 1952 varios libros de poesía.
En 1957 editó e ilustró con sus propias fotografías Paisaje y literatura de España, que era una antología de la literatura de la Generación del 98. Este libro recibió el premio del Instituto Nacional del Libro español (INLE). Era amiga de Pedro Salinas y Jorge Guillén, a los que veía con asiduidad.
En 1970 volvió definitivamente a España dedicándose de lleno a escribir poesía y teatro dirigidos a público infantil. En 1982 se estrenó una Cantata Divertimento, con música del compositor Antón García Abril, inspirada en su libro de poemas Alegrías.
Murió en 2001.

## Obra

### Poesía
En 1935 fue publicado su primer libro, Poema A (Madrid, Asociación de Alumnas de la Residencia, con viñetas de Delhy Tejero). Es evidente la influencia de García Lorca, especialmente por la reiteración de tópicos como la luna y el color verde asociados a la tragedia y la muerte. Es constante la presencia de la muerte vinculada. Ello hace que el tono general del libro sea de amargura. El estilo en muchos casos recuerda a la poesía popular ya que usa paralelismos y repeticiones.
Su preocupación por España recorre Nostalgia de mañana (México, Rueca, 1943), aunque también hay breves canciones de amor que pueden recordar a Salinas. A partir de 1952 publicó en España los títulos Presencia del recuerdo (Aguirre Imp., 1952); Midas. Poema de Amor (Ínsula,1954), y Sin agua, el mar (Agora, 1962). Son poemas en los que reflexiona sobre la existencia humana, sobre el exilio, sobre el paso del tiempo y sobre la existencia de una divinidad que dé sentido a la vida. Compaginó su dedicación a la literatura infantil con la publicación de otros libros como Honda raíz: (variaciones sobre el mismo tema) (Torremozas, 1989), y Poemas de ida y vuelta (Torremozas, 1999).

### Literatura infantil
Desde que en 1973 saliera publicado Alegrías, se dedicó de lleno a la literatura infantil. Son cinco libros de poesía; uno de narrativa: Cuentos rompecabezas y uno de teatro: Churrupete va a la luna. Alegrías incluye treinta poemas titulados con nombres de animales y finalizados con nombres de flores. Algunos romances, otros, partiendo de canciones populares las recrean con humor e ingenio y otros son disparates.  Basada en este libro se hizo una Cantata Divertimento para coro de niños en 1979 y un disco en 1982. Campanillas del aire  lo publicó en 1984. Conserva el mismo estilo. La rima es sencilla y sonora. Disparatillos con Masacha publicado en 1986, cuyo título se lo inspiró una perra de nombre Masacha. Reúne 37 poesías con títulos de árboles. Siguió haciendo rimas sonoras y juegos de palabras con humor. Poemas a doña Chavala y don Chaval fue publicado en 1987. Son 15 poemas con ilustraciones de Marina Seoane. Poemas rompecabezas publicado en 1995. Cada poema es un reto que propone la autora; en cada uno hay tres palabras que faltan y que el lector tiene que adivinar.

## Reconocimientos
- En 1957 recibió el premio INLE por su libro de ensayo Paisaje de la literatura española. Antología de la generación del 98.[12]
- En 1990 fue nombrada presidenta de honor de la Liga Española Pro-Derechos Humanos.[1]
- En 1992 la Universidad Complutense le concedió su Medalla de Honor.[12]